# Formiana meander
Formiana meander là một loài bướm đêm trong họ Geometridae.